# Macarostola miltopepla
Macarostola miltopepla är en fjärilsart som först beskrevs av Turner 1926.  Macarostola miltopepla ingår i släktet Macarostola och familjen styltmalar. Inga underarter finns listade i Catalogue of Life.